# ВТБ 24
ВТБ 24 — российский коммерческий банк, существовавший до января 2018 года. В дальнейшем присоединен к банку ВТБ с ликвидацией юридического лица и бренда. Специализировался на розничных операциях и кредитовании малого и среднего бизнеса. Сеть банка имела более 1 062 филиалов, дополнительных и операционных офисов в российских городах.

## История
Банк «ВТБ 24» образован на базе ЗАО «КБ „Гута-банк“», не выдержавшего межбанковского кризиса 2004 года и выкупленного Внешторгбанком (ныне «ВТБ») при активном участии Банка России.
Официальной датой рождения ВТБ24 (корректно слитное написание бренда — ВТБ24, в отличие от юридического лица — «ВТБ 24» (ПАО)) принято считать 1 августа 2005 года, когда ЗАО «КБ „Гута-банк“» был переименован в ЗАО «Внешторгбанк Розничные услуги». 14 ноября 2006 года в результате ребрендинга всей группы ВТБ он был переименован в Банк ВТБ 24 (Закрытое акционерное общество).
В дальнейшем группа ВТБ продолжила политику приобретения крупных финансовых активов.
- 1 ноября 2013 года к ВТБ24 был присоединён ранее принадлежавший РЖД Транскредитбанк, корпоративный бизнес которого перешёл к банку ВТБ[5].
- В апреле 2012 года банк ВТБ 24 стал владельцем 100 % акций банка Бежица (в дальнейшем переименован в Лето Банк), который до этого уже входил в группу ВТБ[6].
- В 2011 году за 36 млрд рублей был выкуплен ипотечный портфель банка КИТ Финанс[7].
- В 2011 году был ликвидирован банк ВТБ Северо-Запад, корпоративный бизнес которого перешёл к банку ВТБ, а розничный, включая большую часть филиальной сети — к ВТБ24[8].
- С 2018 года стал частью банка ВТБ[9].

## Собственники и руководство
Мажоритарным акционером «ВТБ 24» (ПАО) является ПАО Банк ВТБ (более 99 % акций). Миноритарные акционеры появились при присоединении Транскредитбанка, из тех акционеров ТКБ, которые не приняли предложение о выкупе акций при реорганизации.
Председатель Наблюдательного совета банка — Костин Андрей Леонидович. Совет директоров банка: Моос Герберт, Задорнов Михаил Михайлович, Костин Андрей Леонидович, Осеевский Михаил Эдуардович, Пучков Андрей Сергеевич, Лукьяненко Валерий Васильевич и Титов Василий Николаевич.
Президент-председатель правления банка — Задорнов Михаил Михайлович. Состав правления банка: Воробьев Вячеслав Викторович, Задорнов Михаил Михайлович, Кожокин Михаил Михайлович, Меленкин Александр Викторович, Полянцев Вениамин Александрович, Печатников Анатолий Юрьевич, Русанов Сергей Георгиевич, Соколов Александр Константинович, Чулков Валерий Владимирович, Черкасова Надия Наримановна.

## Деятельность

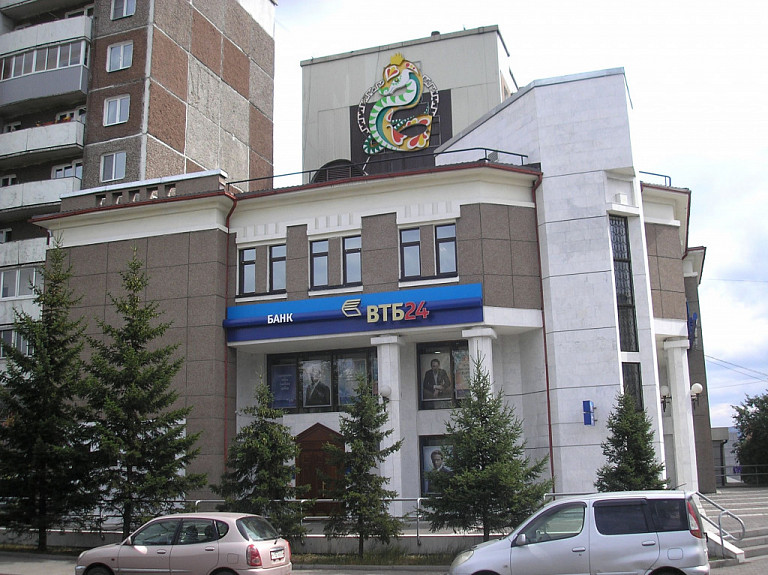
Офис банка ВТБ 24 в Улан-Удэ

ВТБ24 был одним из крупнейших розничных банков России, специализировавшимся на обслуживании физических лиц, индивидуальных предпринимателей и предприятий малого бизнеса. Для физических лиц банк ВТБ24 предоставляет кредитование, банковские карты, вклады, инвестиционное обслуживание. Для юридических лиц — кредитование, расчётно-кассовое обслуживание, банковские карты и корпоративные программы.
По объёму вкладов физических лиц и кредитов физическим лицам банк занимает второе место в России, уступая только Сбербанку. Это же второе место он занимает по объёму выдачи ипотечных кредитов и кредитов на автомобили. Сеть банка формируют более 1062 офисов в 72 регионах страны.
Банк участвует в государственных программах субсидирования ипотечных кредитов в новостройках и для военных. В 2013 году банк выдал более 7 600 ипотечных кредитов для военнослужащих на сумму более 16,4 миллиардов рублей, став лидеров в этом сегменте. В 2015—2016 гг. ВТБ24 принимал участие в программе льготного ипотечного кредитования новостроек, субсидируемого государством. За первые шесть месяцев 2016 года банк выдал кредитов на общую сумму 147 млрд рублей, что сопоставимо с аналогичным периодом 2014 года (164 млрд рублей). Половина ипотечных выдач пришлась на госпрограмму.
У банка имеется дочерний банк — Почта Банк, созданный на базе ОАО «Лето Банк». Пакет документов о создании «Почта Банка» был подписан в январе 2016 года Почтой России и ВТБ24 (Почта России в лице своей 100 % дочерней компании приобрела 50 % минус одну акцию будущего «Почта Банка»). Клиентам банка доступны сберегательные счета, срочные вклады, платежи и переводы, интернет- и мобильный банк, расчётные и кредитные карты, кредитные продукты, пенсионные счета, коробочные страховые и сервисные продукты.
Активы банка на 1 января 2015 года составили 2 497,8 миллиардов рублей, собственный капитал — 171,8 миллиардов рублей.

## Критика
Банк подвергался критике за навязывание гражданам страховки в качестве обязательного условия при выдаче потребительского кредита — вопреки действующему закону «О защите прав потребителей», где указано, что «нельзя обусловливать приобретение одной услуги покупкой другой». Реагируя на критику, пресс-служба банка объяснила, что «это разовые случаи и связаны они с некомпетентностью отдельных специалистов».